# Darren Chiacchia
Darren Chiacchia (* 18. September 1964 in Buffalo) ist ein US-amerikanischer Vielseitigkeitsreiter aus Ocala im US-Bundesstaat Florida.

## Leben
Im Jahr 2004 nahm er mit Windfall an den Olympischen Sommerspielen teil. Er erreichte in der Einzelwertung den zwölften Rang und gewann mit der US-amerikanischen Olympiamannschaft die Mannschaft-Bronzemedaille. 2008 stürzte er bei einem Wettbewerb von seinem Pferd und erlitt schwere Verletzungen.
In die mediale Berichterstattung geriet er 2010 aufgrund eines Verfahrens wegen Ansteckung eines mehrfachen Sexualpartners mit dem HI-Virus. Die beiden hatten sich auf einem Kontaktportal mit schwuler Zielgruppe kennengelernt.
Im Oktober 2012 wurde bekannt, dass Chiacchia an Meningitis erkrankt ist. Er gehört zu einer Gruppe von über 100 Erkrankten in den Vereinigten Staaten, die durch ein verunreinigtes Medikament gegen Rückenschmerzen infiziert wurden.